# Nagymányok
Nagymányok est une ville et une commune du comitat de Tolna en Hongrie.